# Lovebugs
Lovebugs je švicarski britpop sastav iz Basela osnovan 1992. Jedan su od najpopularnijih švicarskih sastava, te s tri albuma osvojili švicarske top-ljestvice.

## Povijest
Osnovani su 1992. prvi članovi su bili Adrian Sieber, Sebastian "Baschi" Hausmann i Julie Lauper. Članovi su se upoznali u glazbenom dućanu "Drummer Wanted", te su osnovali sastav i nazvali ga Lovebugs. Osvojili su lokalno talent natjecanje što je omogućilo da snime svoj prvi zapis. Samo godinu dana nakon početka, Julie je napustio sastav, a zamijenio ga je Simon Ramseier.

## Karijera
Godine 1994. su objavili prvi album koji se zvao "Fluff". Godine 1995. su bili na prvom stvarnoj turneji, te su se pokazali Europi. Iste godine objavili su drugi album koji se zvao "Tart". 1996. su prvi puta dostigli 40. poziciju na švicarskoj top ljestvici. Godine 1998. se sastavu pridružio novi gitarist Thomas Riechberger. 
Dvije godine poslije su doživjeli uspjeh s albumom Transatlantic Flight koji je osvojio 3. mjesto na švicarskoj top ljestvici albuma. Prije izlaska albuma su promijenili producentsku kuću iz BMG Ariole u Warner Music. Samo godinu kasnije su izdali treći album koji je osvojio prvo mjesto. Godine 2009. su predstavljali Švicarsku na Pjesmi Euroviizijre s pjesmom The heighest heights.